# Стрибки у воду на літніх Олімпійських іграх 2024 — синхронний трамплін, 3 метри (чоловіки)
Змагання з синхронних стрибків у воду з трьохметрового трампліна серед чоловіків на літніх Олімпійських іграх 2024 відбудуться 2 серпня в Паризькому центрі водних видів спорту. Це буде 7-ма поява цієї дисципліни на Олімпійських іграх. Її проводили на всіх Олімпіадах починаючи з 2000 року.

## Розклад
Вказано центральноєвропейський час (UTC+1)
| Дата          | Час   | Раунд |
| ------------- | ----- | ----- |
| 2 серпня 2024 | 15:00 | Фінал |

## Результати
| Місце | Стрибуни                            | Країна                | Фінал       | Фінал       | Фінал       | Фінал       | Фінал       | Фінал       | Фінал  |
| Місце | Стрибуни                            | Країна                | 1-й стрибок | 2-й стрибок | 3-й стрибок | 4-й стрибок | 5-й стрибок | 6-й стрибок | Очки   |
| ----- | ----------------------------------- | --------------------- | ----------- | ----------- | ----------- | ----------- | ----------- | ----------- | ------ |
| 1     | Ван Цзунюань Лун Даої               | Китай (CHN)           | 54,60       | 52,80       | 79,56       | 77,70       | 85,68       | 95,76       | 446,10 |
| 2     | Осмар Ольвера Хуан Селая            | Мексика (MEX)         | 49,80       | 46,80       | 82,62       | 85,68       | 84,36       | 94,77       | 444,03 |
| 3     | Ентоні Гардінґ Джек Лафер           | Велика Британія (GBR) | 49,80       | 49,20       | 82,62       | 76,50       | 85,41       | 94,62       | 438,15 |
| 4     | Джованні Точчі Лоренцо Марсалья     | Італія (ITA)          | 50,40       | 48,00       | 73,47       | 82,62       | 74,46       | 74,10       | 403,05 |
| 5     | Жуль Буєр Алексі Жандар             | Франція (FRA)         | 47,40       | 47,40       | 69,36       | 60,42       | 77,52       | 67,20       | 369,30 |
| 6     | Адріан Абадія Ніколас Гарсія Буасьє | Іспанія (ESP)         | 47,40       | 45,00       | 64,80       | 69,75       | 72,45       | 62,22       | 361,62 |
| 7     | Данило Коновалов Олег Колодій       | Україна (UKR)         | 47,40       | 43,80       | 58,14       | 67,89       | 62,70       | 68,34       | 348,27 |
| 8     | Тайлер Даунс Ґреґ Данкан            | США (USA)             | 49,80       | 48,60       | 37,74       | 72,42       | 64,05       | 73,47       | 346,08 |